# 월터 마시
월터 매시(Walter Massey, 1928년 8월 19일 ~ 2014년 8월 4일)는 캐나다의 배우이다.
토론토에서 태어났으며 몬트리올에서 사망하였다.

## 출연 작품
- 마이 도터스 시크릿 (2007년) - 톰 역
- 개구쟁이 데니스 크리스마스 (2007년)
- 내 생애 최고의 경기 (2005년)
- 더러운 전쟁 (2001년)
- 데드 사일런트 (1999년)
- 웨이킹 더 데드 (1999년)
- 블루 애로우 (1996년)
- 미세스 파커 (1994년)
- 스네이크 이터 2 (1991년)
- 마라렉 (1989년)
- 이중 살인 (1990, Whispers)
- 스테이트 파크 (1988년)
- 고독한 영웅 (1986년)
- 더 블루 맨 (1985년)
- 댄스 브레이킹 (1985년)
- 이블 저즈먼트 (1984년)
- 뉴 햄프셔 호텔 (1984년)
- 소펠 부인 (1984년)
- 가스 (1981년)
- 해피 버스데이 투 미 (1981년)
- 엠버 웨이브 (1980년)

### 텔레비전
- 래시 (1997년)